# Качим Юзепчука
Качим Юзепчука (лат. Gypsophila juzepczukii) — вид травянистых растений рода Качим (Gypsophila) семейства Гвоздичные (Caryophyllaceae).
Вид назван в честь советского ботаника Сергея Васильевича Юзепчука.

## Распространение и экология
Узколокальный жигулёвский степной эндемик, узкоэндемичнный ареал которого охватывает Самарскую Луку (юг Ставропольского района Самарской области). Встречается на крутых каменистых склонах в сообществах каменистой степи и разрежённых остепненных горных боров.

## Ботаническое описание
Многолетнее травянистое растение до 90 см высотой. Стебли прямые, внизу голые, в верхней части желёзисто-опушённые, ветвящиеся. Листья до 8 см длины и 1—2 см ширины, ланцетные или широколанцетные, тупые или островатые с 4—5 жилками.
Соцветие щитковидно-метельчатое, рыхлое. Прицветники яйцевидные, заострённые. Цветоножки 2-5 мм длины, голые. Чашечка колокольчатая с перепончато окаймлёнными тупыми, реснитчатыми по краю зубцами. Лепестки продолговатые, белые 2—2,5 мм длины.
Цветет в июле—августе.